# Siglo VIII
El siglo VIII d. C. (siglo octavo después de Cristo) o siglo VIII e. c. (siglo octavo de la era común) comenzó el 1 de enero del año 701 y terminó el 31 de diciembre del año 800. Es llamado el «Siglo de los Sarracenos».

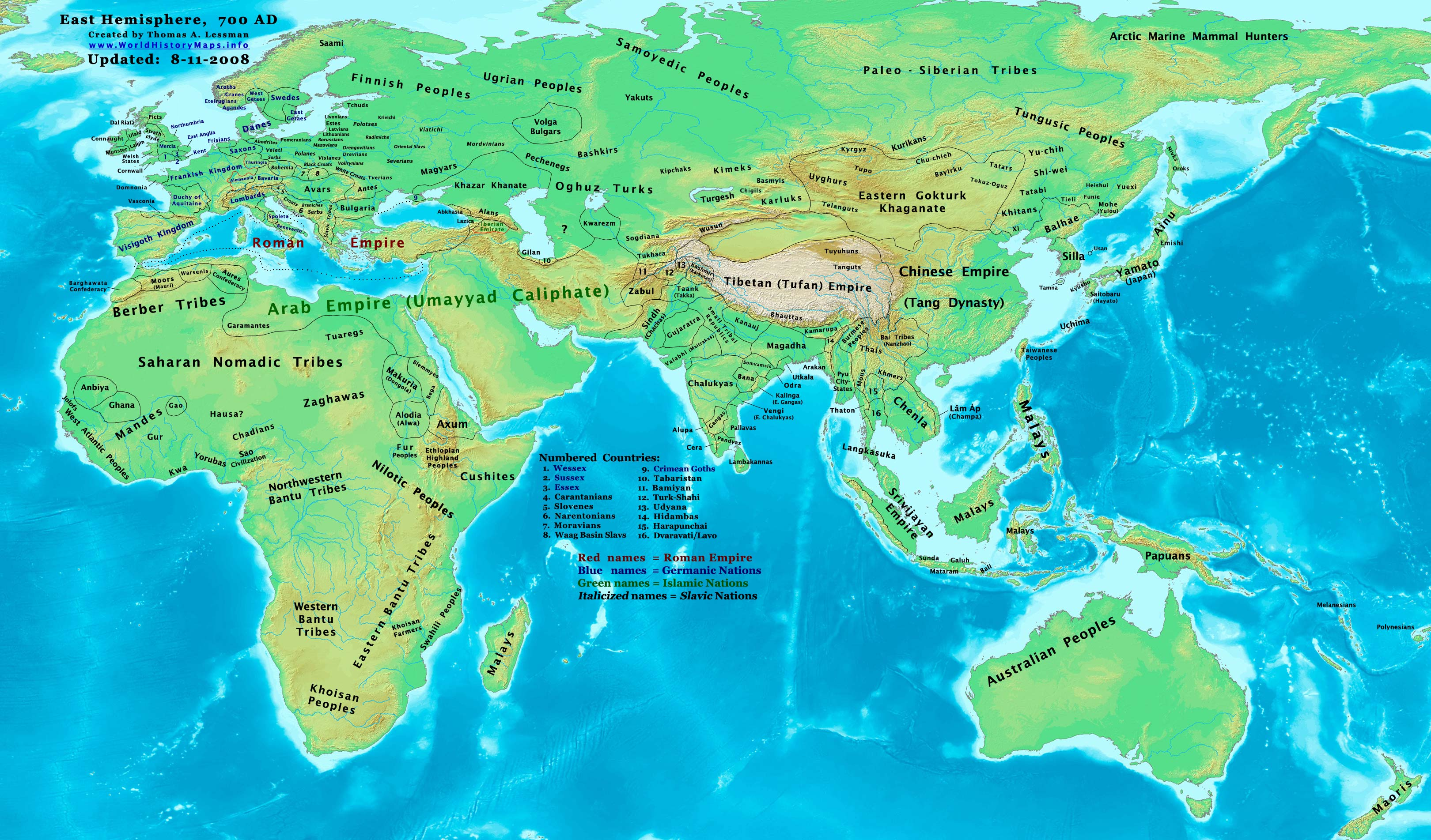
Mapa mundial (excepto América) en torno al año 700.

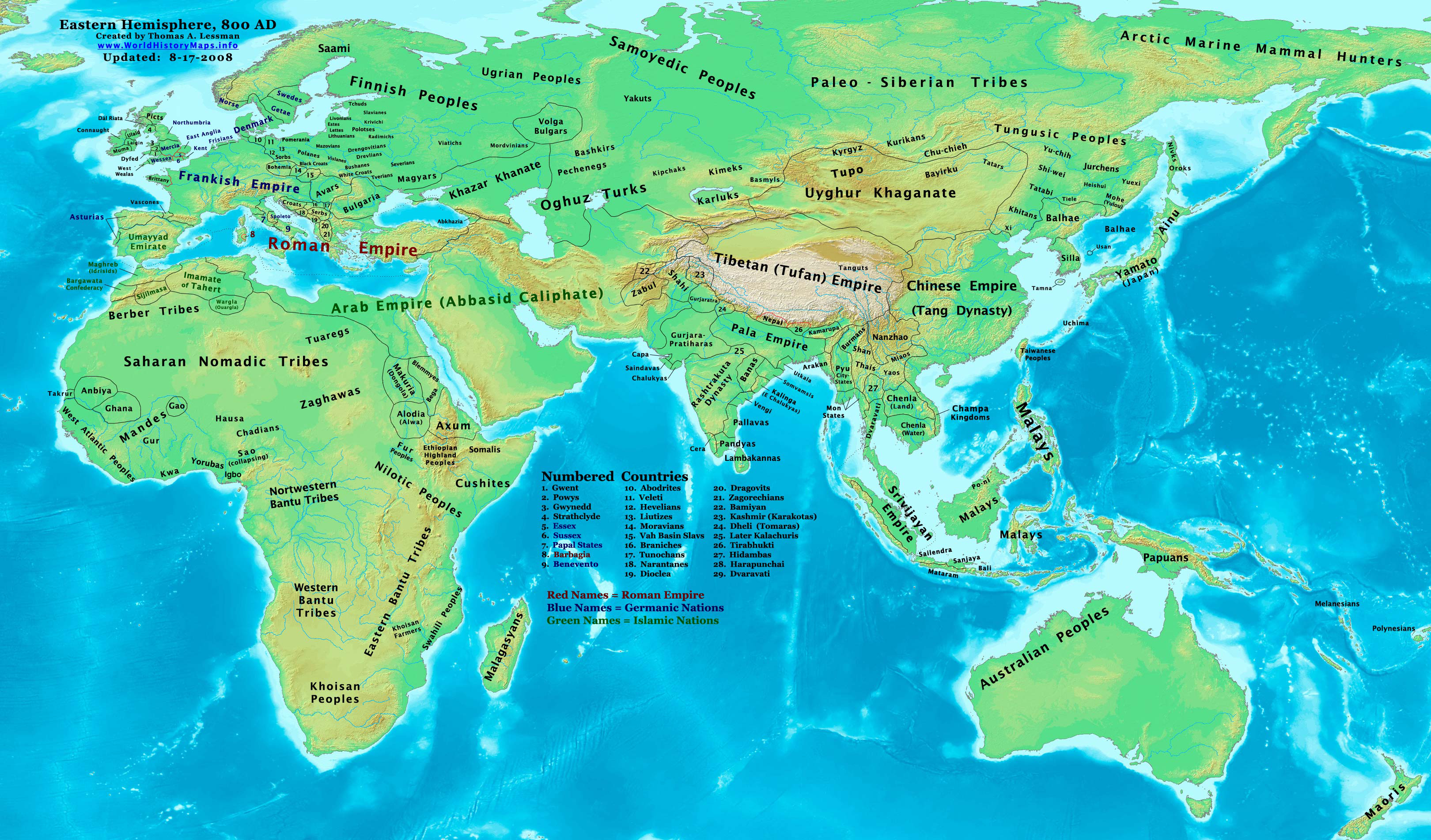
Mapa mundial (excepto América) en torno al año 800.

Este siglo destaca por la expansión musulmana; los árabes conquistan definitivamente el norte de África e invaden la península ibérica, donde derrotan a los visigodos del rey Rodrigo, quien fallece en batalla. Debido a las disputas internas y a la falta de resistencia efectiva, el Reino visigodo de Toledo desaparece asimilado por el Califato omeya. Estos sarracenos cruzan los Pirineos e invaden territorio franco, siendo detenidos por Carlos Martel en la decisiva batalla de Poitiers, frenando de manera definitiva a los musulmanes. Décadas después, el rey de los francos, Carlomagno, funda el Imperio carolingio, y es reconocido emperador por el propio papa. Sin embargo, dicho imperio apenas sobrevivirá al propio Carlomagno, ya que tras la muerte de su débil hijo, sus nietos se repartirán su imperio. La división de su imperio sentará las bases para los reinos de Francia y Alemania.
Mientras, en Oriente, los musulmanes expanden sus fronteras hasta el río Indo, en la frontera con la India, llegando a su máxima expansión en Oriente, en el Indo, y en Occidente, en la provincia de la Septimania.
Por su parte, el Imperio bizantino sufre el asedio de Constantinopla en los años 717 y 718 a manos de los árabes, asedio que logra ser roto gracias a la ayuda de los búlgaros y a las casi inexpugnables defensas de la ciudad.

## Acontecimientos relevantes

### Guerras y política
- Inicia el colapso de la Civilización Maya
- Auge del Imperio de Ghana en África occidental.
- 701: En Japón se publica el Código Taihō
- 705: La Dinastía Tang es restaurada en China tras el derrocamiento de la Emperador Wu Zetian.
- 711: Táriq ibn Ziyad desembarca cerca de Gibraltar, derrotando a los visigodos en la batalla de Guadalete y poniendo fin al reino visigodo de Toledo.
- 717-718: los árabes inician el asedio sobre Constantinopla, la ciudad es liberada gracias a la ayuda de los búlgaros.
- 732: Carlos Martel derrota a los musulmanes en la batalla de Poitiers, frenando el avance musulmán de manera definitiva.
- 751: En la batalla del Talas, un ejército árabe-turco derrota a un ejército chino de la dinastía Tang en el actual Kirguistán. Tras esto, los árabes logran conquistar toda Asia Central.
- 754: Carlomagno conquista Italia y crea los Estados Pontificios, que serán gobernados por el papa. Dichos Estados sobrevivirán más de 1000 años hasta la Unificación italiana del siglo XIX.
- 756: Abderramán I el último miembro de los Omeyas toma Córdoba fundando el emirato de Córdoba separándose del califato de Bagdad.

- 755-763: La Rebelión de An Lushan devasta los territorios de China durante el período de gobierno de la dinastía Tang, la cual queda sumamente debilitada.
- 772-804: Carlomagno invade el noroeste de Alemania, anexionando el Ducado de Sajonia al Imperio Carolingio tras 30 años de luchas.
- 792: Los búlgaros derrotan a los bizantinos en la Batalla de Marcelae, dirigidos por el emperador Constantino VI.
- 793: Primer ataque vikingo a las islas británicas, en el monasterio de Lindisfarne.
- 794: Comienza el Período Heian en Japón y su capital Kioto.
- 800: El emirato de Aglabí se establece en el norte de África tras separarse del Califato abasí.
- 800: En Navidad, Carlomagno es coronado como "Emperador de los Romanos" por el papa León III. Algunos historiadores consideran a este evento como el inicio del Sacro Imperio Romano Germánico.
- Auge del Reino de Takrur en África occidental.

### Cultura
- Primer registro de la poesía japonesa del estilo Haiku.
- 726: León III el Isaurio instaura la iconoclasia como política religiosa.
- 787: La emperatriz bizantina Irene llama al Segundo Concilio de Nicea, para tratar el tema de la iconoclasia.

## Personas relevantes

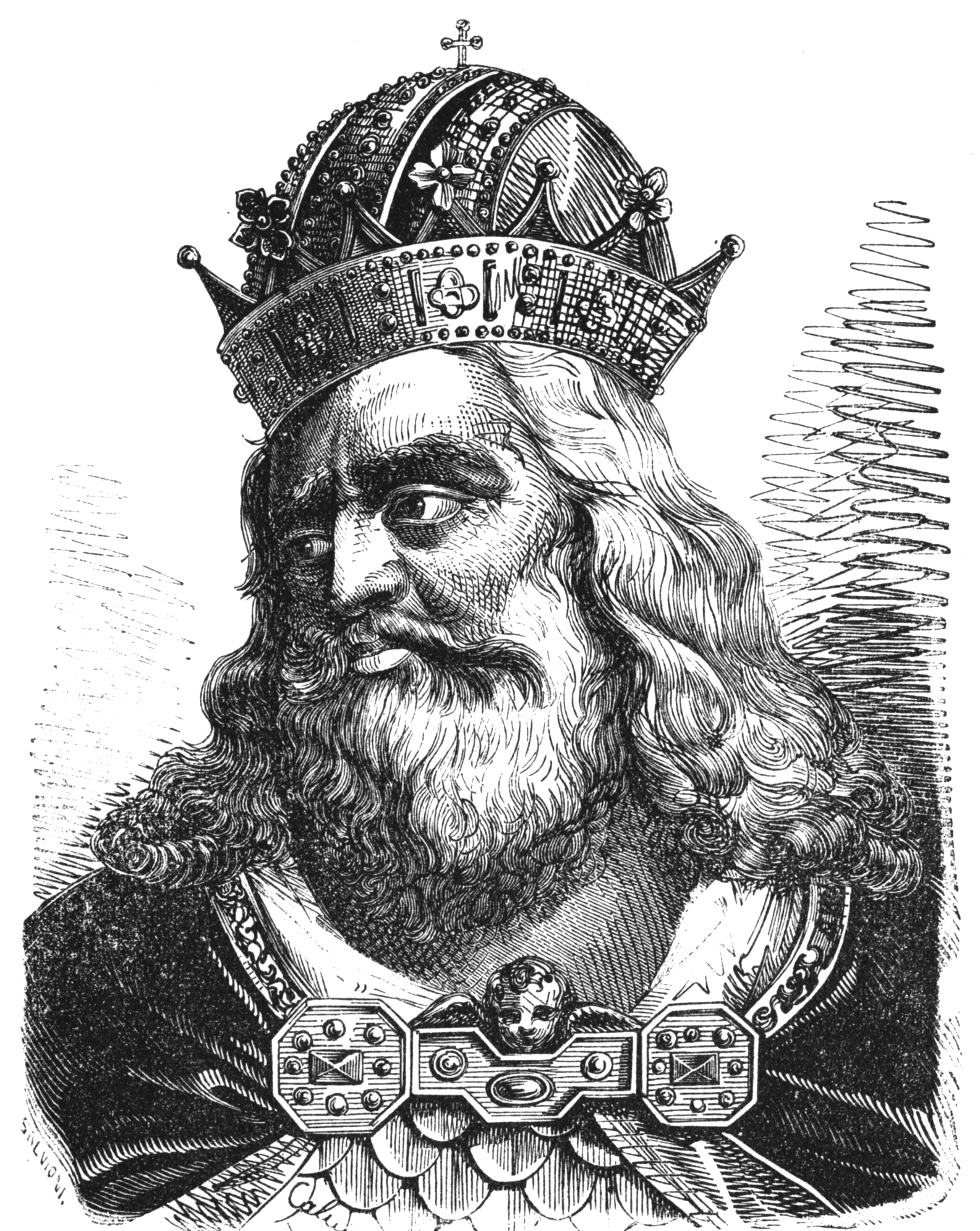
Carlomagno, fundador del Imperio Carolingio.

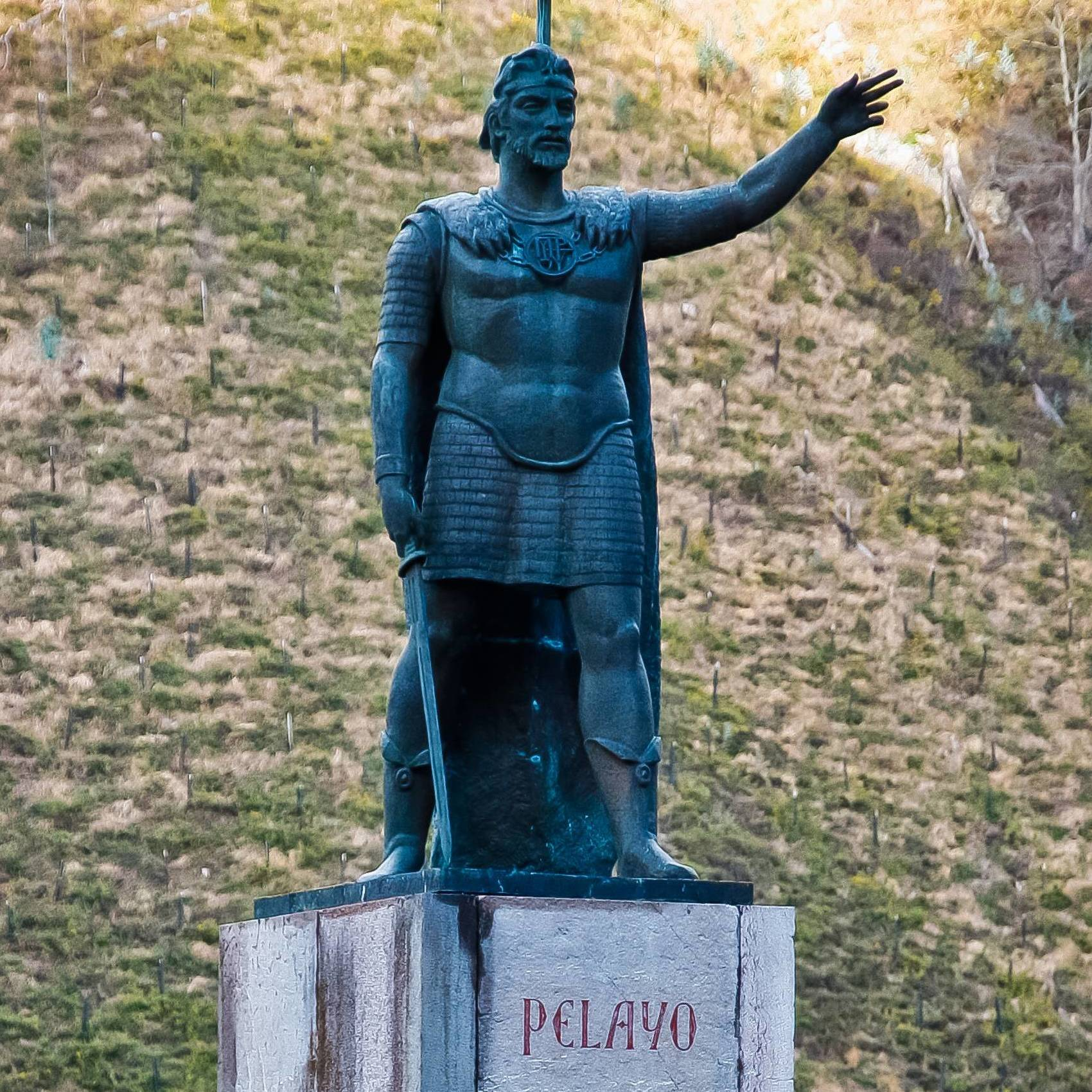
Don Pelayo, primer soberano del Reino de Asturias.

- Abderramán I (731-788): fundador de la dinastía independiente omeya en al-Ándalus.
- Adriano I (- 795): papa de Roma, su papado fue uno de los más duraderos de la historia.
- Alcuino de York (735 - 804): santo por la iglesia anglicana, teólogo y pedagogo anglosajón.
- Beda (672 - 735): santo y escritor de origen anglosajón.
- Carlomagno (742 - 814): fundador del Imperio Carolingio.
- Carlos Martel (686 - 741): mayordomo de palacio de Austrasia.
- Desiderio (710? - 786): último rey de los lombardos.
- Don Pelayo (- 737): primer monarca del Reino de Asturias (718-737).
- Du Fu (712 - 770): poeta chino.
- Esteban II (715 - 757): papa de Roma y fundador de los Estados pontificios.
- Harún al-Rashid (766 - 809): califa abasí.
- Irene (752 - 803): santa de la iglesia ortodoxa, emperatriz bizantina.
- Juan Damasceno (675 - 759): teólogo y escritor sirio.
- Li Bai (701 - 762): poeta chino.
- Marwan II (688 - 750): último califa del Califato omeya.
- Musa ibn Nusair (640 - 716): caudillo militar musulmán.
- Nicéforo I (765 - 811): emperador bizantino.
- Padmasambhava: fundador de la escuela tibetana de budismo Nyingma.
- Pipino el Breve (715 - 768): mayordomo de palacio de Austrasia y Neustria, padre de Carlomagno.
- Rodrigo (688-711): último monarca visigodo del Reino visigodo de Toledo (710-711).
- Táriq ibn Ziyad (689 - 720): caudillo militar musulmán.
- Teodulfo de Orleans: santo y obispo de Orleans de origen español.
- Tervel: emperador de los búlgaros.
- Walid I (668 - 715): califa omeya.
- Xuanzong (685 - 752): emperador chino de la dinastía Tang.